# Darmstadt

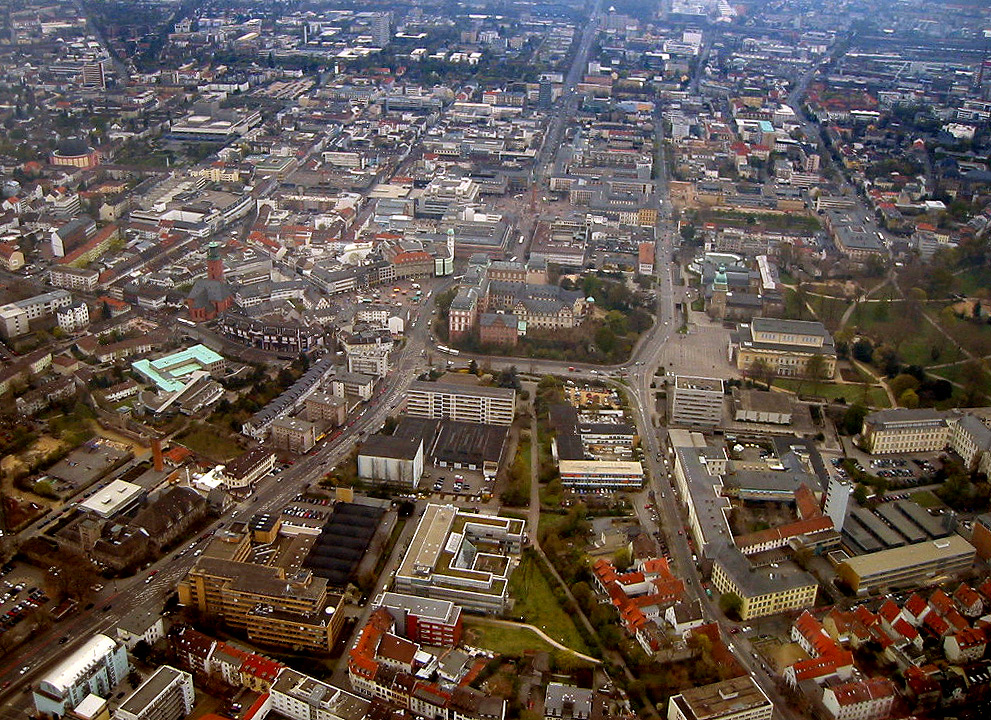
Zdjęcie lotnicze z 2003 r.: w środku znajduje się zamek, na prawo od niego budynek muzeum Hessisches Landesmuseum i archiwum Hessisches Staatsarchiv; za zamkiem stoi kolumna ku czci wielkiego księcia Hesji-Darmstadt Ludwika I na Luisenplatz

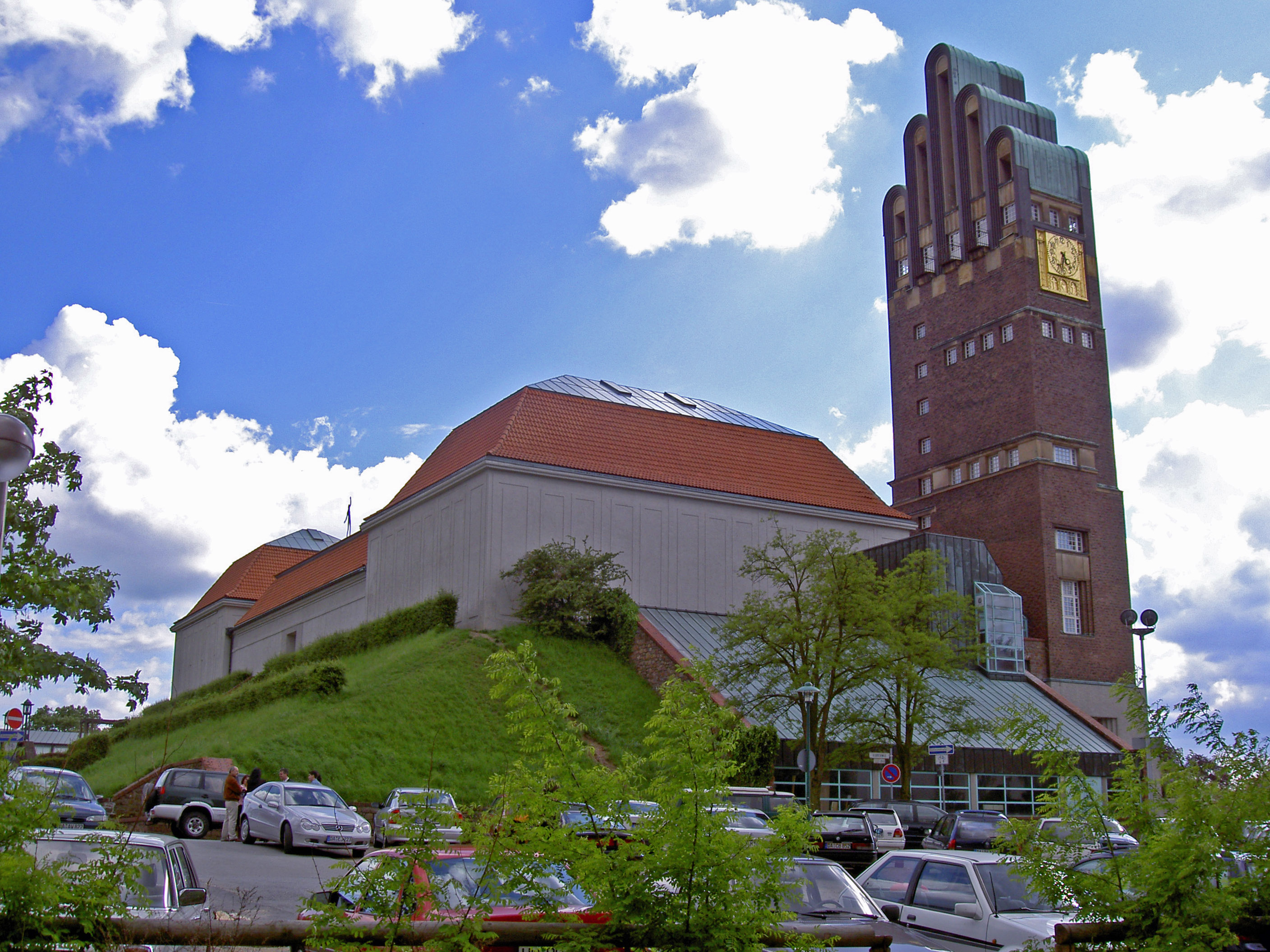
J. M. Olbrich, Wieża Ślubna stanowiąca symbol miasta

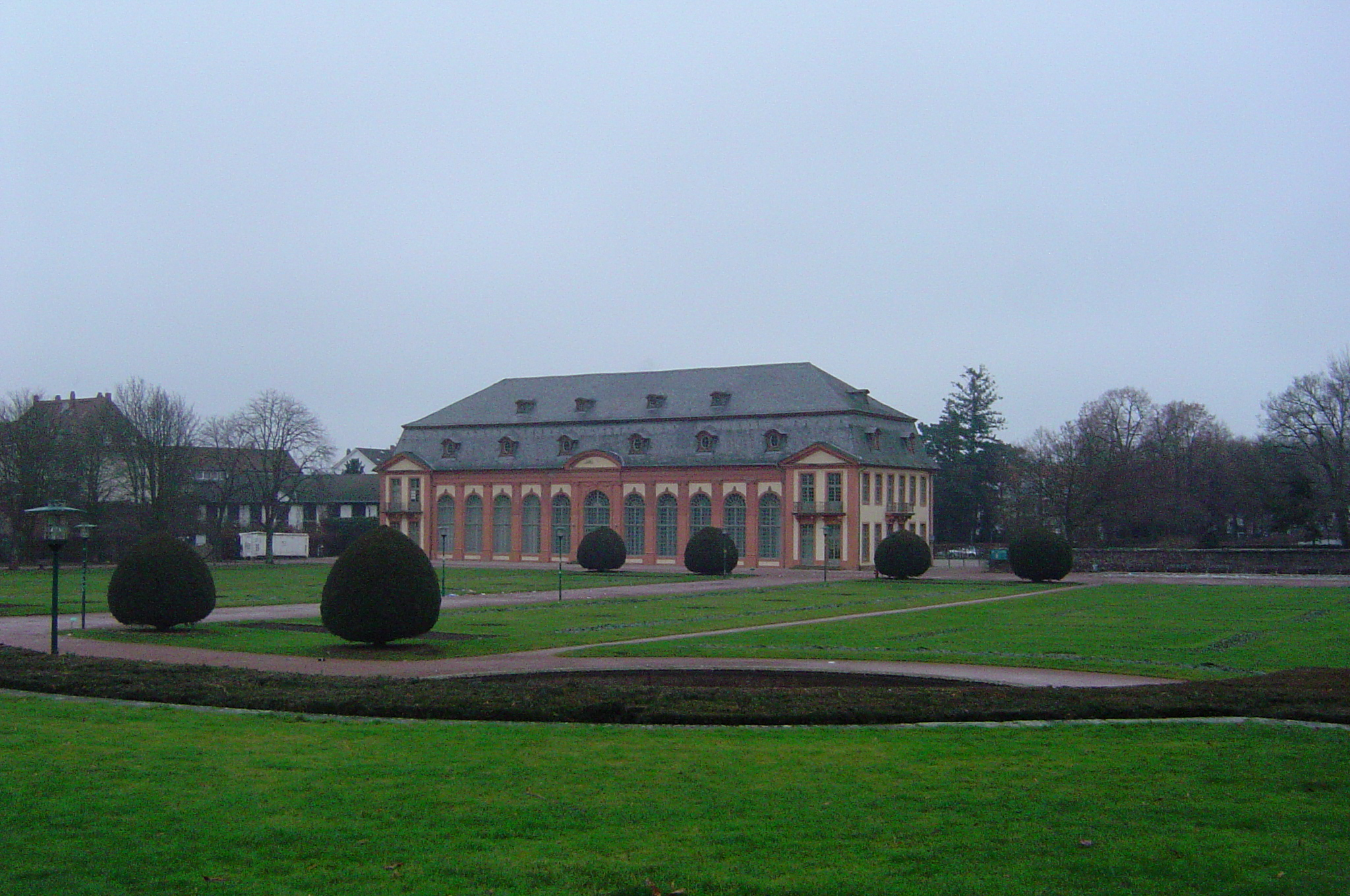
Oranżeria w Darmstadt – fasada południowa

Darmstadt – miasto na prawach powiatu w Niemczech, w kraju związkowym Hesja, siedziba rejencji Darmstadt oraz powiatu Darmstadt-Dieburg, Liczy 153 166 mieszkańców (stan na 30 września 2015).
W mieście ma swoją siedzibę Niemiecki Instytut Spraw Polskich (Deutsches Polen-Institut).

## Historia
Miasto zostało wspomniane po raz pierwszy w XI wieku jako Darmundestat. Prawa miejskie przyznał mu cesarz Ludwik IV Bawarski w 1330. Miasto należało do hrabiów von Katzenelnbogen, gdy ci wymarli w 1479, miasto przeszło w ręce landgrafów Hesji-Darmstadt (1567–1918).
Miasto na początku XVIII wieku rozbudował w stylu barokowym francuski architekt Louis Remy de la Fosse (ok. 1659–1726), Ernest Ludwik, landgraf Hesji-Darmstadt (panował w latach 1678–1739). Między innymi w latach 1719–1721 powstała wspaniała oranżeria.
Pod koniec XVIII wieku miasto liczyło ok. 9 tys. mieszkańców. W ciągu XIX wieku ich liczba wzrosła z 10 tys. do 72 tys.
Zniszczone podczas II wojny światowej. Pierwszy aliancki nalot na miasto miał miejsce już 30 lipca 1940. Centrum zostało poważnie uszkodzone w efekcie nalotu dywanowego z 11 września 1944. W efekcie nalotów zginęło około 11–12,5 tys. mieszkańców.

## Dzielnice
w skład miasta wchodzi dziewięć dzielnic (Stadtteil):
- Arheilgen
- Bessungen
- Eberstadt
- Kranichstein
- Mitte
- Nord
- Ost
- West
- Wixhausen

## Zabytki
- kolonia artystyczna Darmstädter Künstlerkolonie, pawilony wystawowe oraz stanowiąca symbol miasta Wieża Ślubna na Mathildenhöhe
- cerkiew św. Marii Magdaleny
- oranżeria
- dom mieszkalny Waldspirale

## Gospodarka
W mieście ma swą siedzibę Europejskie Centrum Operacji Kosmicznych odpowiedzialne za kontrolę nad satelitami należącymi do ESA. Swą działalność rozpoczęły również takie firmy jak Merck, Wella, Software AG i inne.

## Transport
W mieście funkcjonuje komunikacja tramwajowa. Znajdują się tu stacje kolejowe Darmstadt Hauptbahnhof, Darmstadt Nord, Darmstadt-Arheilgen, Darmstadt-Eberstadt i Darmstadt-Wixhausen.

## Kultura i nauka
Darmstadt jest ważnym ośrodkiem, w którym rozwijała się niemiecka secesja. Miasto odegrało ważną rolę w powojennej awangardzie muzycznej dzięki Internationale Ferienkurse für Neue Musik organizowanym tutaj od 1946 roku. Uczestniczyli w nich m.in. Karlheinz Stockhausen, Pierre Boulez, Luigi Nono oraz filozofowie (Theodor Adorno), wykonawcy i muzykolodzy. Tutaj narodził się m.in. serializm.
- Technische Universität Darmstadt
- Instytut Badań Ciężkich Jonów w Darmstadt
- Hochschule Darmstadt(inne języki)
- Evangelische Fachhochschule Darmstadt(inne języki)
- Niemiecki Instytut Spraw Polskich (Deutsches Polen-Institut)
- Darmstädter Echo – gazeta
- Polnische Folkloregruppe Polonez e.V. – polski zespół folklorystyczny
- w Darmstadt odbywa się Heinerfest – coroczny festyn miejski, drugi co do wielkości miejski festiwal w Niemczech

## Sport
- SV Darmstadt 98 – klub piłkarski

W mieście rozgrywany jest kobiecy turniej tenisowy, pod nazwą Tennis International, zaliczany do rozgrywek rangi ITF, z pulą nagród 25 000 $.

## Miejscowości partnerskie
- Alkmaar, Holandia
- Brescia, Włochy
- Bursa, Turcja
- Chesterfield, Wielka Brytania
- Fajum, Egipt
- Freiberg, Saksonia
- Graz, Austria
- Gyönk, Węgry
- Lipawa, Łotwa
- Logroño, Hiszpania
- Nahariya, Izrael
- Płock, Polska
- Saanen, Szwajcaria
- San Antonio, Stany Zjednoczone
- Segedyn, Węgry
- Trondheim, Norwegia
- Troyes, Francja
- Użhorod, Ukraina